# 那楚克道尔吉博物馆
那楚克道尔吉博物馆（英語：Natsagdorj Museum）是一家位于蒙古国乌兰巴托的博物馆，以纪念蒙古现代文学的奠基人之一达希道尔吉·那楚克道尔吉（英語：Dashdojiin Natsagdorj）。

## 简介
该博物馆是为纪念蒙古最著名的诗人和剧作家达希道尔吉·那楚克道尔吉而建立。他是一位热心的民族主义者。该博物馆建在那楚克道尔吉故居的旧址处。